# Фалілєєве (Бокситогорський район)
Фалілєєве (рос. Фалилеево) — присілок Бокситогорського району Ленінградської області Росії. Входить до складу Анісімовського сільського поселення.
Населення — 4 особи (2007 рік). 